# 言えずのI LOVE YOU
「言えずのI LOVE YOU」（いえずのアイ・ラブ・ユー）は1992年3月25日にポリドール・レコードから発売されたKAN12作目のシングル。

## 概要
初のベスト・アルバム『めずらしい人生』（1992年2月28日発売）および3作目のアルバム『GIRL TO LOVE』（1988年6月25日発売）から約4年の歳月を経てリカット。
KANがデビュー直後に書き下ろした楽曲。イントロのメロディは共同編曲の松本晃彦のアイデア。
今回のシングル・バージョンは、アルバムではシンセサイザーだったストリングスを生演奏に差し替え、リミックス。新たにストリングスの譜面を書き下ろした編曲家は、アルバム『野球選手が夢だった。』以降、KANのほとんどの楽曲を共同編曲している小林信吾。カップリング曲「Day By Day」は書き下ろしの新曲。
KANは本作に関して「楽曲としての完成度は高い」と自負しているものの、「歌詞の内容と今の自分との間にギャップを感じる」とも語っている。
リカット以後、自身のツアーでほとんど歌われなくなり、1993年以降のツアーで演奏されたのは「LIONFLOORLADY」（1998年）、「NO IDEA」（2008年）、「ロック☆ご自由に♪」（2016年）の3回だけである。

## タイアップ
TBS系『さんまのSUPERからくりTV』初代エンディングテーマ。更にアルバム『GIRL TO LOVE』発売間もなく『KANさんのアタックヤング』（1988年10月17日 - 1999年4月2日、STVラジオ）のエンディングテーマとして使用されていた。番組はその後、改編により『KANのアタヤンPUSH!』（1999年4月9日 - 10月1日、STVラジオ）となったが、エンディングテーマとして本曲が引き継がれた。

## 収録曲
全曲　作詞・作曲：KAN
1. 言えずのI LOVE YOU
  - 編曲：KAN・松本晃彦／ストリングス編曲：小林信吾
2. Day By Day
  - 編曲：小林信吾・KAN
3. 言えずのI LOVE YOU（オリジナル・カラオケ）